# Xedos

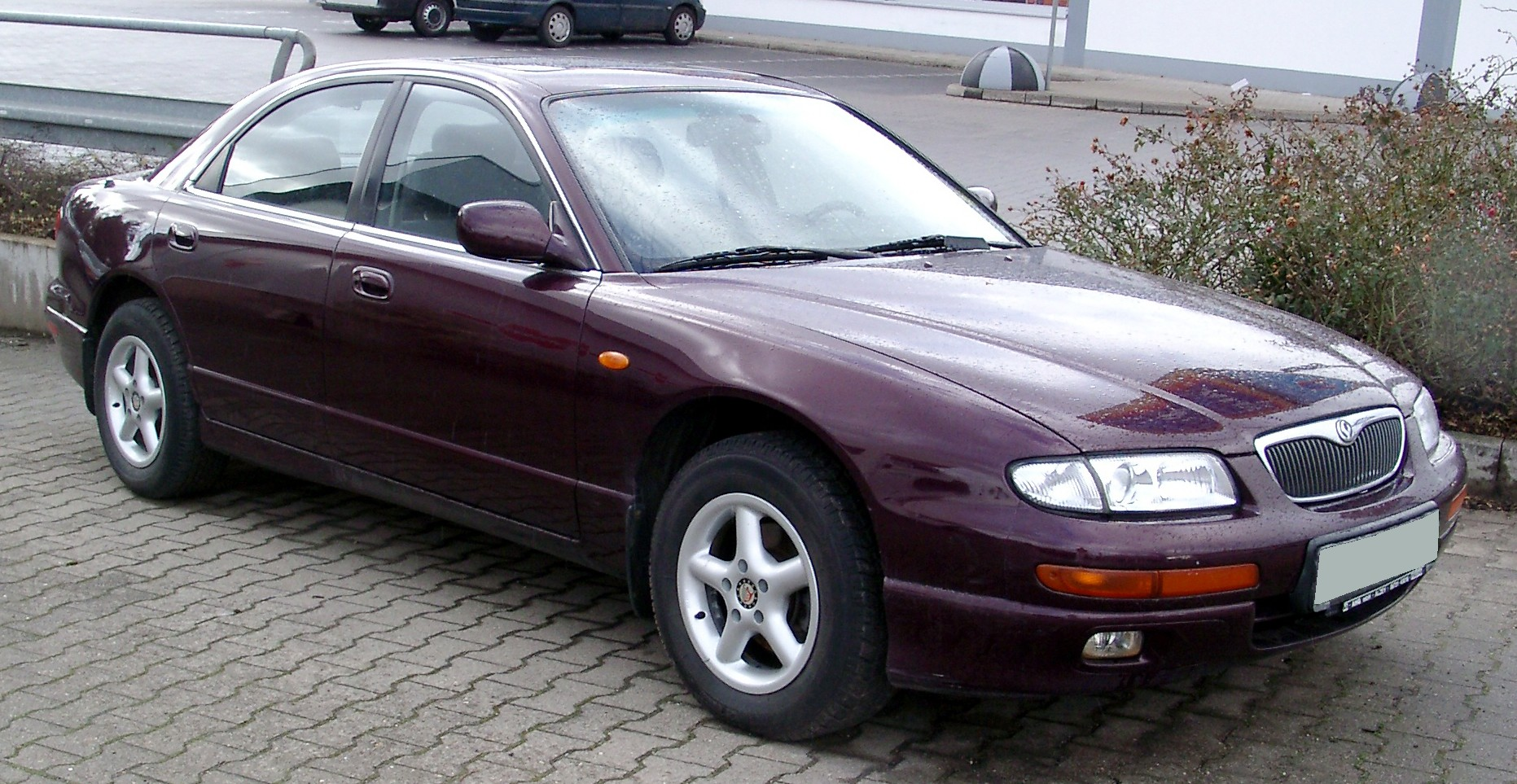
Mazda Xedos 9

Xedos var ett varumärke lanserat av Mazda. Xedos introducerades år 1992 och lades ner 2000. Xedos var Mazdas misslyckade försök att etablera sig i lyxbilssegmentet, där skulle utmana bland andra Toyotas Lexus. Man utvecklades två modeller, men framgångarna uteblev. Märket kostade Mazda stora summor och 2000 valde man att låta märket gå i graven.